# Utterdalen
Utterdalen este o arie protejată (sit de importanță comunitară — SCI) din Suedia întinsă pe o suprafață de 44,07 ha, integral pe uscat.

## Localizare
Centrul sitului Utterdalen este situat la coordonatele 59°45′24″N 15°52′37″E / 59.756638°N 15.877052°E.

## Înființare
Situl Utterdalen a fost declarat sit de importanță comunitară în septembrie 2021 pentru a proteja 1 specie de plante.

## Biodiversitate
Situată în ecoregiunea boreală, aria protejată conține 6 habitate naturale: Cursuri de apă de la nivel de câmpie la nivel montan, cu vegetație Ranunculion fluitantis și Callitricho-Batrachion, Mlaștini turboase de tranziție și turbării mișcătoare, Mlaștini alcaline, Mlaștini împădurite, Păduri caducifoliate de mlaștină fino-scandinave, Taiga vestică.
La baza desemnării sitului se află o specie protejată de  plante: Hamatocaulis vernicosus.